# Ascención Farreras
Pour les articles homonymes, voir Farreras.
Ascención Farreras est l'une des six divisions territoriales et l'une des cinq paroisses civiles de la municipalité de Cedeño dans l'État de Bolívar au Venezuela. Sa capitale est Santa Rosalía.

## Géographie

### Démographie
Hormis sa capitale Santa Rosalía, la paroisse civile possède plusieurs localités :
- Cuchivero
- San José de Kayama
- Santa Rosalía